# Honor Found in Decay
Honor Found in Decay è il decimo album della band californiana Neurosis, pubblicato nel 2012 dalla Neurot Records

## Tracce
1. We All Rage in Gold – 6:35
2. At the Well – 10:05
3. My Heart for Deliverance – 11:40
4. leeding the Pigs – 7:20
5. Casting of the Ages – 10:03
6. All is Found... In Time – 8:50
7. Raise the Dawn – 5:57

## Formazione
- Jason Roeder
- Dave Edwardson
- Scott Kelly
- Steve Von Till
- Noah Landis
- Josh Graham